# رژیم
نظامیا رِژیم (به فرانسوی: régime) تشکیلاتی با چارچوب حقوقی و قانونی منظم و سامان‌یافته برای تنظیم مناسبات داخلی یا بین‌المللی می‌باشد.

## ریشه‌شناسی
رژیم کلمه‌ای فرانسوی است که از واژه لاتین Regimen در معنای کنش راهنمایی کردن و هدایت کردن گرفته شده‌است و دربرگیرنده اندیشه هدایت، حکومت، شیوه رهبری خویشتن یا رهبری شدن و نیز به معنی پیاده‌سازی عملی و تاریخی یک نظام یگانه است.

## سیاست
نظام سیاسی مجموعه‌ای از نهادهای سیاسی برساخته، یکپارچه شده و همگن شده در چارچوب دولت - کشور و در محدوده زمانی معینی است، که همراه با دگرگونی‌های کمی و کیفی جامعه، به فرگشت می‌رسند و گاهی نیز در راه بهبود کارکرد خود دگرگونی شکلی یا محتوایی می‌دهند. با این همه چنین برداشتی از مفهوم نظام سیاسی، اعتباری صرفاً حقوقی دارد. با این همه نظام سیاسی گذشته از عنصر حقوقی از استانداردهای جامعه‌شناختی، اقتصادی و جز آن نیز بهره می‌گیرد.

### عوامل ایستا و پویا
هر نظام سیاسی دربردارنده آمیختاری همگن از دو دسته عوامل است:
- عوامل ایستا: نهادهایی که مورد مطالعه حقوق اساسی است که همین بودن آنها در قانون اساسی کشور به آنها ویژگی ایستایی همیشگی می‌دهد، مانند نهادهای قانونگذاری، اجرایی یا قضایی (عوامل حقوقی)
- عوامل پویا: ساختارهای اقتصادی و اجتماعی و مردم‌شناختی و سطح توسعه و همانند آنها؛ که هم بیرون از ساختار حقوقی هستند و هم در دگردیسی و دگرگونی پیاپی و همیشگی